# كلية التربية للبنات (جامعة البصرة)
كلية التربية للبنات هي إحدى كليات جامعة البصرة في العراق.

## التأسيس
أسست كلية التربية للبنات في جامعة البصرة عام 2000-2001 م تحت اسم كلية الدراسات التاريخية لتصبح مركزا علميا يهدف إلى العناية بالتراث العربي الإسلامي والفكر الإنساني المعاصر.
تضم الكلية قسمين علميين قسم التاريخ الإسلامي وقسم التاريخ الحديث والمعاصر، وقد بدأت الدراسات العليا في كلية الدراسات التاريخية (الماجستير) في العام الدراسي 2007-2008 وتحاول الأقسام العلمية رفع مستوى الدراسات العليا بشكل يجعلها تواكب مثيلاتها في الجامعات العراقية والعربية والأجنبية.

## تغيير اسم الكلية
ذكر مصدر إعلامي في جامعة البصرة، أنه تقرر إلغاء كلية الدراسات التاريخية واستبدالها بكلية التربية للبنات.
وأوضح الدكتور عقيل عبد الحسين أن “جامعة البصرة قررت واستنادا إلى توجيهات وزارة التعليم العالي والبحث العلمي إلغاء كلية الدراسات التاريخية في الجامعة وتحويلها إلى كلية التربية للبنات”.
ونقل عبد الحسين عن رئيس الجامعة الدكتور صالح إسماعيل نجم قوله أن “الغاء الكلية جاء بناء على رغبة الجامعة في استبدال كلية الدراسات التاريخية لكون الأقسام التي تضمها الكلية يوجد نظير لها في الكليات الأخرى ومنها كلية الاداب وكلية التربية”.